# Космос-321
Ко́смос-321 («ДС-У2-МГ» № 1) — первый из серии советских научно-исследовательских космических аппаратов «Космос» типа «ДС-У2-МГ», запущенный для проведения абсолютной магнитной съёмки магнитного поля Земли.
В ходе данного эксперимента был запущен ещё один спутник — «Космос-356».

## История создания
В декабре 1959 года создается Межведомственный научно-технический совет по космическим исследованиям при Академии Наук СССР во главе с академиком М. В. Келдышем, на который возлагается разработка тематических планов по созданию космических аппаратов, выдача основных тематических заданий, научно-техническая координация работ по исследованию и освоению верхних слоев атмосферы и космического пространства, подготовка вопросов организации международного сотрудничества в космических исследованиях.
Членом Президиума Межведомственного научно-технического совета по космическим исследованиям утверждается М. К. Янгель. В области прикладных задач проведения подобных работ было поручено НИИ-4 Министерства обороны СССР.
В 1962 году в программу второй очереди пусков ракеты-носителя «63С1», были включены космические аппараты «ДС-А1», «ДС-П1», «ДС-МТ» и «ДС-МГ».
После проведения поисковых проектных работ по разработки новой модификации исследовательских спутников стало очевидно, что в связи с многообразием исследовательских задач и различиями между требованиями к новой серии, разработать аппарат одного типа было практически невозможно.
Малые космические спутниковые платформы стали инструментальной базой для организации международного сотрудничества в области исследования космического пространства по программе «Интеркосмос».

## Особенности конструкции
В состав научной аппаратуры входит:
- «КМЦ-1» — квантовый цезиевый магнитометр;
- «Маяк-03» — радиопередатчик[6].

## Программа полёта КА «Космос-261»

### Запуск
Космический аппарат «Космос-321» был запущен 20 января 1970 года ракета-носителем «Космос 11К63» со стартовой площадки № 133/1 космодрома Плесецк.

### Цель полёта
Спутниковая платформа космических аппаратов типа «ДС-У2-МГ» и космический аппарат «Космос-321» были предназначены для проведения следующих научных экспериментов:
- получение данных о пространственном распределении напряженности магнитного поля Земли;
- уточнение гауссовских коэффициентов магнитного потенциала поля путём сопоставления измеряемых значений поля с вычисленными при различных вариантах аналитического представления;
- исследование временных изменений геомагнитного поля на высотах полёта космических аппаратов в магнитоактивные периоды;
- выяснение возможности использования магнитометров с оптической накачкой как служебной системы контроля за ядерными взрывами в космическом пространстве;
- проведение экспериментов по исследованию атмосферы Земли.

Заказчиком и постановщиком данного научного эксперимента был Институт земного магнетизма, ионосферы и распространения радиоволн АН СССР (ныне — ИЗМИРАН).

## Результаты экспериментов
Было проведено глобальное измерение магнитного поля Земли в широтном поясе ±82°, что дало возможность получить распределение магнитного поля больше, чем на 94 % поверхности Земли.
Также следует заметить, что с помощью аппаратов данной серии был впервые в истории измерен эффект экваториальной токовой струи, существующий в плоскости магнитного экватора на дневной стороне.
Также были получены сведения по механизмам магнитных бурь в полярных областях. С помощью научной аппаратуры удалось уточнить топологию магнитоактивных зон полярных широтах.